# Cananéia
Cananéia és un municipi brasiler de l'estat de São Paulo. És el municipi més meridional de l'estat.
La principal font de renda del poble és el turisme i la pesca, sent l'artesania i la culinària típica altres atractius de la regió. Una regió bastant visitada pels turistes és l'Ilha do Cardoso, acessible via mar, amb la travessia feta majoritariamente per velers.